# Нідерландська Есперанто-Молодь
Нідерландська Есперанто-Молодь (есп. Nederlanda Esperanto-Junularo, NEJ) — національна організація молодих есперантистів Нідерландів, нідерландська секція Всесвітньої Есперантистської Молодіжної Організації (TEJO).
У 1938 році два нідерландські викладачі есперанто організували Перший Міжнародний молодіжний конгрес есперанто у Груті (Північна Голландія). Дві сотні молодих людей з десяти країн зібралися разом і вирішили створити Всесвітню Есперантистську Молодіжну Організацію (TEJO).
9 січня 1965 року в Амстердамі була заснована Нідерландська Есперанто-Молодь (NEJ). За рік перед цим в Амстердамі відбувся 20-й Міжнародний молодіжний конгрес. З цього часу NEJ проводить щорічні, кількаденні або одноденні зустрічі. У 1967 році NEJ спільно з бельгійською, французькою та німецькою молодіжними есперантистськими організаціями розпочала випускати газету «Koncize» («Коротко»). У 1975 році NEJ у співпраці з Фламандською Есперантистською Молодіжною Асоціацією заснувала газету нід. «Jongeren Esperanto Nieuws» («Молодіжні Есперанто-Новини»).
У кінці 1970-х та у 1980-х роках спостерігалось значне зростання активності NEJ. Було організовано багато засідань у регіональних відділеннях NEJ. У 1987 році кількість членів спілки зросла до рекордного числа (101 член). На традиційну Пасхальну зустріч у той час сходилося більше 100 осіб.
Міжнародні молодіжні конгреси есперанто у Нідерландах проводилися дев'ять разів: шість — до створення NEJ, у 1967 році позапланово (Роттердам) через скасування конгресу в Ізраїлі, у 1979 році (Аустерліц) та 1989 році (Керкраде). На останню зустріч з'їхалося 525 учасників: це була наймасовіша молодіжна есперанто-подія в Нідерландах.
До кінця 1990-х NEJ почав занепадати, оскільки вибори до складу Ради з 2005 року стали нерегулярними, а з 2008 року перестала виходити «Jongeren Esperanto Nieuws».
З 2015 року NEJ знову проводить регулярні засідання та має функціонуючу Раду.